# Willie Park Sr.
William Park Sr., detto Willie (Wallyford, 30 giugno 1833 – 25 luglio 1903) è stato un golfista scozzese, celebre per essere stato uno dei pionieri del golf professionistico e il vincitore della prima edizione del British Open, svoltasi nel 1860.

## Biografia
Come molti altri tra i primi golfisti professionisti iniziò la carriera come caddie. In seguito si dedicò alla produzione di attrezzature per giocare a golf.
Disputò varie sfide uno contro uno, che all'epoca era la forma di competizione pubblica più popolare, opposto ai più forti giocatori come Tom Morris Sr., Willie Dunn e Allan Robertson.
Oltre alla prima edizione in assoluto, vinse il British Open in altre tre occasioni, nel 1863, 1866 e 1875.
Anche il fratello Mungo e il figlio Willie Jr. riuscirono a loro volta a imporsi nel torneo.

## Tornei Major

### Vittorie (4)
| Anno | Campionato                | 24 buche           | Punteggio di vittoria | Margine | Secondo        |
| ---- | ------------------------- | ------------------ | --------------------- | ------- | -------------- |
| 1860 | The Open Championship     | Non conosciuto     | 55-59-60=174          | 2 colpi | Tom Morris Sr. |
| 1863 | The Open Championship (2) | 4 colpi dal leader | 56-54-58=168          | 2 colpi | Tom Morris Sr. |
| 1866 | The Open Championship (3) | 5 colpi dal leader | 54-56-59=169          | 2 colpi | Davie Park     |
| 1875 | The Open Championship (4) | 1 colpo di deficit | 56-59-51=166          | 2 colpi | Bob Martin     |